# Konflikt v Afghánistánu

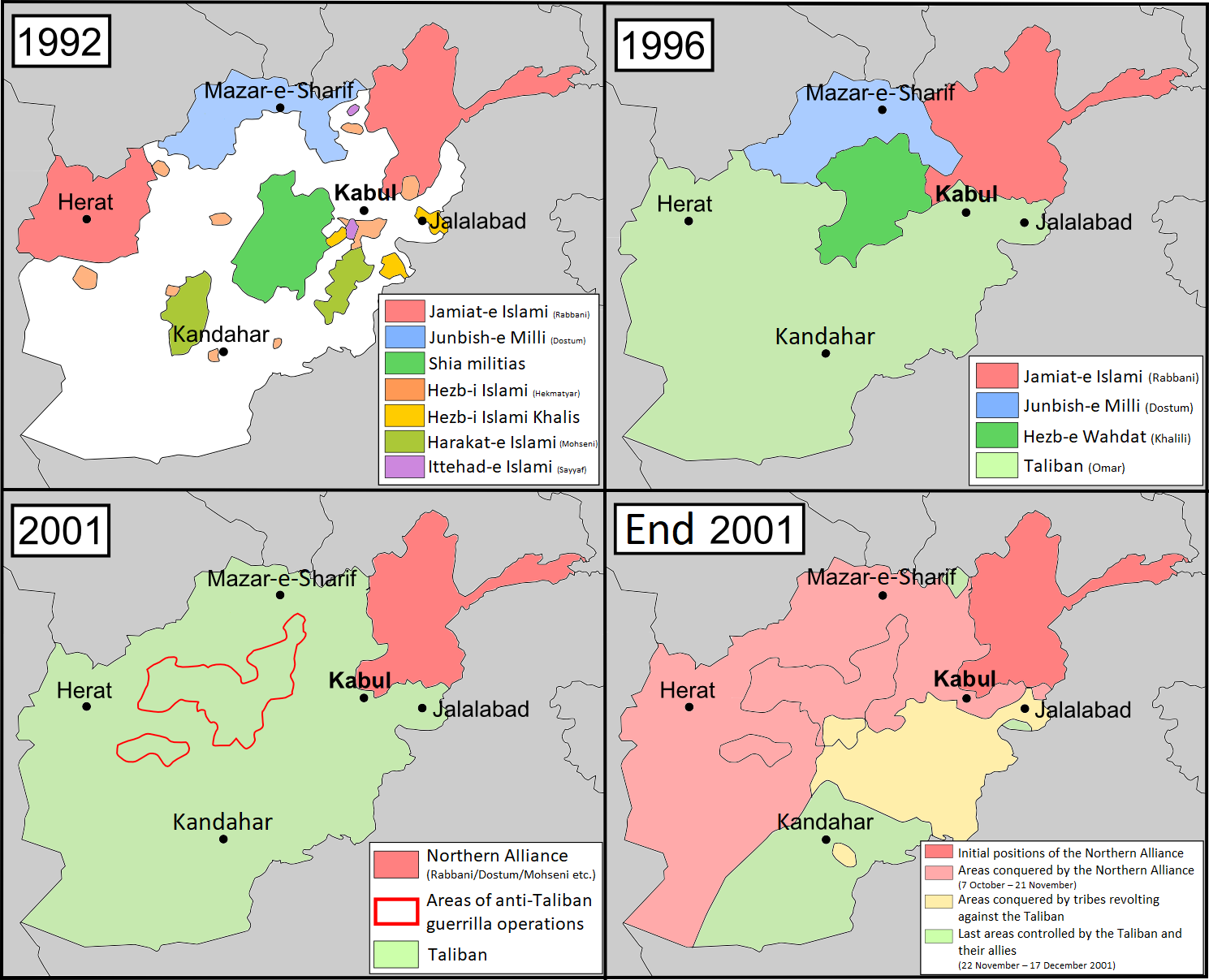
Situace na bojišti v průběhu let

Jako konflikt v Afghánistánu se označuje série válek vedených v Afghánistánu téměř nepřetržitě od roku 1978, kdy došlo k saurové revoluci. Do této série konfliktů patří:
- Sovětská válka v Afghánistánu, která začala v roce 1979 a skončila v roce 1989. Sovětská armáda vtrhla do země, aby podpořila vládnoucí Lidově demokratickou stranu Afghánistánu (PDPA), což mělo za následek rozsáhlou vzpouru proti režimu. Sovětská vojska spolu se spojeneckou afghánskou armádou bojovala proti povstaleckým frakcím, známým souhrnně jako „afghánští mudžahedíni“, jejichž hlavními podporovateli byli nepřátelé Sovětského svazu, tedy USA, Velká Británie a Pákistán. V roce 1989 byl Sovětský svaz nucen stáhnout své jednotky.
- Afghánská občanská válka (1989–1992) byla pokračující válkou mezi vládou a rebely, avšak bez účasti sovětských vojsk. Sovětský svaz přesto nadále finančně podporoval afghánskou vládu v jejím boji a rovněž povstalecké frakce nadále dostávaly podporu ze strany Spojených států a Pákistánu. Afghánská vláda podporovaná SSSR přežila až do pádu Kábulu v roce 1992.
- Afghánská občanská válka (1992–1996) začala, když boje mezi mudžahedínskými povstaleckými frakcemi, po dobytí Kábulu a založení Islámského emirátu Afghánistán, eskalovaly do dalšího rozvinutého konfliktu. Mezi různými frakcemi v Kábulu se vedly násilné boje a město z nich zažilo těžké bombardování. Každý z nich byl podporován některou z vnějších mocí, jako byl Pákistán, Írán nebo Saúdská Arábie, kteří hledali vliv v Afghánistánu. Tento konflikt skončil v roce 1996 poté, co Tálibán, relativně nová milice podporovaná Pákistánem a několika tisíci bojovníků al-Káidy, obsadila Kábul a vyhlásila na území Afghánistánu islámský emirát.
- Afghánská občanská válka (1996–2001) začala bezprostředně po dobytí Kábulu Tálibánem, kdy se zformovala nová vojensko-politická síla zvaná Severní aliance bojující proti Tálibánu a jeho částečně uznanému emirátu. Po celé toto období měl Tálibán kontrolu nad zhruba 90 % země.
- Válka v Afghánistánu (2001–2021) započala invazí Spojených států do Afghánistánu 7. října 2001. USA se snažily zbavit Tálibán moci, protože podporoval teroristy z al-Káidy, kteří byli hlavními podezřelými z útoků z 11. září. USA poskytovaly podporu pozemním jednotkám Severní aliance, které do prosince 2001 úspěšně vyhnaly Tálibán z většiny země. V následujících letech pokračovaly boje mezi jednotkami afghánské armády, podporované dalšími jednotkami Spojených států a povstalci z Tálibánu a sporadicky také proti jiným skupinám. V roce 2021 bylo zahájeno stahování amerických vojáků, čehož Talibán využil a začal Afghánistán postupně obsazovat. V průběhu srpna 2021 pak byla Talibánem dobyta celá země a došlo k obnovení islámského emirátu.
- Pandžšírský konflikt je poválečný odpor odpůrců Tálibánu v údolí Pandžšír.